# Steeple Claydon
Steeple Claydon är en ort och civil parish i Storbritannien.   Den ligger i kommunen Buckinghamshire och riksdelen England, i den södra delen av landet, 80 km nordväst om huvudstaden London. Steeple Claydon ligger 101 meter över havet och antalet invånare är 2 312.
Terrängen runt Steeple Claydon är platt. Runt Steeple Claydon är det ganska tätbefolkat, med 192 invånare per kvadratkilometer. Närmaste större samhälle är Milton Keynes, 19,5 km nordost om Steeple Claydon. Trakten runt Steeple Claydon består till största delen av jordbruksmark.